# Miglierina
Miglierina (Migliarìna in calabrese) è un comune italiano di 695 abitanti della provincia di Catanzaro in Calabria. Fa parte del club dei Borghi autentici d'Italia ed è uno dei comuni soci di Avviso Pubblico. La rete nazionale degli Enti locali antimafia.

## Geografia fisica

### Territorio
Il borgo di Miglierina è poco distante dalla strada statale 280 dei Due Mari che collega Catanzaro a Lamezia Terme . Sorge nel punto più stretto della Calabria, a 575 m s.l.m. Il suo piccolo territorio, di appena 13 km², si eleva in altitudine fino ai 1.039 m di monte Portella. L'altitudine minima del territorio comunale è invece a 150 metri sul livello del mare.

## Storia
Miglierina è legata storicamente con la cittadina di Tiriolo essendo stata suo casale, seguendone le vicissitudini feudali. La sua fondazione risale alla metà del cinquecento quando alcune famiglie di contadini e pastori poveri che "non havendo commodità di terre nel loro paese di Scigliano" chiedono e ottengono dal feudatario Alfonso Carafa della Stadera, Duca di Nocera, di potersi stabilire in "loco dove se dice la Migliarina territorio de la detta terra di Tiriolo" dove "possire fare l'industria et esercitio de la massaria" (Archivio di Stato di Catanzaro, Notaio G.A. Foco, 20 agosto 1577).
Miglierina compare nella numerazione dei fuochi a partire da quella del 1561 quando risultano 46 fuochi, che diventano 70 in quella del 1595 (Henrico Bacco, Il Regno di Napoli diviso in 12 Provincie, MDCXV). 
Come Casale di Tiriolo, dai Carafa di Nocera passa nel 1610 ai principi Cigala che lo mantengono fino all'eversione della feudalità nel 1806, quando diventa Comune. 
Il toponimo Miglierina, probabilmente preesistente all’insediamento della nuova comunità, deriva dal termine dialettale calabrese migliarina, una specie di pianta erbacea che danneggia il miglio (Polycarpon tetraphyllum o Migliarina a 4 foglie). È anche tramandata l'ipotesi che possa derivare dall'espressione dialettale "megghia rina", per indicare la qualità arenosa del terreno su cui sorgeva l'abitato e adatto alle costruzioni, anche se il termine “megghia” non appartiene al dialetto locale.

### Simboli
Lo stemma e il gonfalone del comune di Miglierina sono stati concessi con decreto del presidente della Repubblica dell'11 ottobre 1983.
Stemma
All'interno di una cornice, uno scudo diviso a metà. Da un lato sono raffigurate tre spighe legate da un nastro rosso, dall'altro della ghiaia (la rina, da cui deriva anche il nome), il tutto sormontato da una corona, e contornato da due ramoscelli, uno di alloro e l'altro di quercia legati da un nastro tricolore.
Gonfalone
Il gonfalone municipale è costituito da un drappo partito di giallo e di azzurro.

## Monumenti e luoghi d'interesse
Architettura civile
- Palazzo Granato
- Palazzo Barberio
- Casa Marsico
- Casa Arcuri

Architettura religiosa
- Chiesa di S. Lucia
- Chiesa del Rosario

Architettura del lavoro
- Mulino - loc. Corvo
- Mulino (rudere) - loc. Rajaniti
- Mulino - loc. Finocchio
- Casale Melina - loc. Colle Melina
- Casale - loc. Corvo
- Casale Portella - loc. Acquicella

Altre opere
- Vecchia Farmacia con arredi lignei
- Fontana monumentale - loc. Fontanelle
- Icone votive sparse nel territorio comunale

### Santuario di Santa Lucia
Nel 1595 la chiesa di Santa Lucia non era ancora consacrata. Venne costruita sul promontorio della Serra (attuale piazza S. Lucia e Quadarune) di pochi metri di larghezza e di lunghezza. Nel 1600 fu ampliata e nel 1649 fu eretta la parrocchia.

### Chiesa di Santa Maria del Principio
La chiesa di Santa Maria del Principio è popolarmente detta del "Rosario", anche se su tutti i documenti è sempre indicata con la denominazione originaria.
Ha un piano prospettico (opera di A. Pallone) con una strada ed un ampio spazio davanti.
Il prospetto è riccamente decorato a stucchi, con imitazione di lesene e capitelli corinzi.
L'opera fu eseguita dopo la metà del XIX secolo, quando a Miglierina era in auge l'artigianato dei "Babbari", tra i cui esponenti vi era appunto A. Pallone.

## Società

### Evoluzione demografica
Abitanti censiti

### Religione

#### Santa patrona
Il 4 marzo 1763 monsignor Francesco Maria Lojero consacrò l'altare maggiore e la chiesa e fu canonicamente confermata santa Lucia da Siracusa patrona principale di Miglierina insieme ai patroni minori sant'Antonio di Padova e san Francesco da Paola.

## Cultura
La Pro Loco Miglierina Aps
È l'associazione locale che promuove turismo, cultura e tradizioni nel piccolo borgo.

### I Mastri Miglierinesi
I Mastri Miglierinesi, operarono tra la metà del Settecento fino ai primi del Novecento.
Possono essere classificati in tre settori: Mastri del legno, mastri armieri e Mastri stuccatori e "Babbari".
Rimangono come patrimonio storico le loro opere a Miglierina e in molti altri centri calabresi.

### Compagnia teatrale miglierinese
La compagnia teatrale miglierinese svolge la sua attività da circa quindici anni; inizialmente rappresentava i propri lavori solo in ambito locale, da tempo ormai calca i palcoscenici di diversi paesi e città della regione Calabria.
Miglierina ha da sempre manifestato interesse per il teatro; sin dagli inizi del XX secolo, infatti, un gruppo di miglierinesi (costituito da soli uomini) allestiva opere a sfondo, per lo più, religioso, tra le quali “A Pigliata”, rappresentata il venerdì Santo.
I testi messi in scena sono in vernacolo.

### Banda Musicale "Santo Gagliardi"
Documentazioni storiche e testimonianze del passato, fanno risalire la nascita della prima Banda musicale miglierinese già alla fine dell'Ottocento, sotto la guida del maestro Sarlo che porta avanti da solo il suo lavoro fino al 1940, quando scelse come suo collaboratore e vicepresidente Santo Gagliardi. Da questo momento le sorti della Banda musicale, sono nelle mani del signor Gagliardi, il quale nel 1942 si diploma all'Ambina e subito dopo ne diventa Maestro effettivo, riuscendo a mettere insieme in poco tempo, un organico di oltre 40 elementi, in grado di assicurare un repertorio lirico-sinfonico eseguito non solo nei paesi vicini, ma in tutto il catanzarese. 
Costretto ad emigrare in America, il maestro Santo Gagliardi lascia la direzione della Banda musicale al maestro Anastasio di Miglierina, il quale porta avanti il suo lavoro per pochi anni, successivamente, non essendo disponibili sul luogo altri maestri, fu chiamato a dirigerla il maestro Francesco Critelli di Marcellinara. 
Nel 1970 rientra dall'America il maestro Santo Gagliardi, che ricostituì un Banda musicale di 50 elementi denominata "Santa Cecilia" in cui erano rappresentate tutte le classi strumentali. Del repertorio facevano parte opere di Rossini, Mascagni e Verdi oltre ad un vastissimo numero di marce militari, caratteristiche e sinfoniche. Il Maestro nel 1985 si ritira dall'attività. La Banda musicale continua la sua attività sotto la direzione del prof. Giuseppe Caruso di Serrastretta. In questo periodo la banda musicale diventa un'Associazione autonoma distaccandosi dalla Pro-loco che la gestiva economicamente, si dà un proprio statuto e nasce così l'Associazione Musicale "G.Verdi" sotto la presidenza di Massimo Cappellano. 
Nel 1996 i componenti della Banda musicale di Miglierina, alla scomparsa del maestro Santo Gagliardi, danno all'Associazione il nome del Mastro scomparso, nasce così l'Associazione bandistico Culturale "Santo Gagliardi" legalmente costituita nell'anno 1996. 
Attualmente la Banda Musicale diretta dal Prof. Giuseppe Ciambrone conta 40 elementi, si esibisce in paesi della provincia di Catanzaro, eseguendo un vasto repertorio di marce militari, caratteristiche e sinfoniche.

### Gruppo Folk "I Campanari"
Nato nel 2018 da un'idea del parroco don Pasquale Di Cello, dal lavoro di Sigismondo Barilaro, aiutato dal cantante Toni Gentile e dai ragazzi di Miglierina.

### Iniziative culturali
A Miglierina dal 2014 si è tenuta la Giornata della legalità, iniziativa svolta dall'amministrazione comunale con la collaborazione dell'Istituto Comprensivo. Sono stati invitati diversi personaggi fra i quali Rosanna Scopelliti, figlia del giudice Antonino Scopelliti, al quale è stato intitolata pure una piazza. Angela Napoli e don Giacomo Panizza. Dario Vassallo, fratello del sindaco Pescatore Angelo Vassallo. 
Sempre grazie alla collaborazione tra l'amministrazione comunale e l'Istituto Comprensivo è stato istituito il Sindaco dei Ragazzi, eletto tra tutti gli studenti delle scuole medie.
L'amministrazione comunale ogni 21 marzo partecipa alla Giornata della Memoria e dell'Impegno indetta da Libera. Associazioni, nomi e numeri contro le mafie per ricordare le vittime innocenti di tutte le mafie.
Grazie alla riapertura, dopo quasi 20 anni, della biblioteca comunale "Aldo Moro", si sono tenute diverse presentazioni di libri:
- Le voci dell'eco di Daniela Rabia;
- Resilientemente di Tommaso Cantafio;
- Il viaggio delle nuvole di Giusy Staropoli Calafati;
- I ragazzi della Fiumarella, un disastro ferroviario a colori di Giovanni Petronio;
- Il risveglio della fenice di Roberta Cinaglia;
- Oltre i Cento Passi di Giovanni Impastato.

### Presepe Vivente
Dal 2011, durante il periodo natalizio si svolge la rappresentazione del Presepe Vivente, organizzato dalla Parrocchia con la collaborazione dei volontari che si adoperano alla realizzazione dello stesso. Donne, uomini, bambini, anziani e giovani. Tutti impegnati ad interpretare i personaggi tipici del Presepe francescano riproponendo anche gli antichi mestieri e i piatti tipici che Miglierina conserva ancora gelosamente. Ogni anno, ci sono diverse novità, tra cui i luoghi in cui viene allestito il Presepe Vivente, con un percorso più ampio rispetto alle edizioni precedenti.

#### Festa del SS. Rosario
Prima domenica di ottobre
Festa religiosa:
Quindicina della Madonna del Rosario, processione della Madonna del Rosario accompagnata dalla Banda Musicale "Santo Gagliardi".

#### Festa di Santa Lucia
13 dicembre
Festa religiosa:
Tredicina di Santa Lucia, processione di Santa Lucia accompagnata dalla Banda Musicale "Santo Gagliardi".

## Amministrazione
Amministrazione Comunale eletta durante le elezioni dell'8-9 giugno 2024:
Sindaco: Marco Torchia
Vice Sindaco: Pietro Hiram Guzzi
Assessore: Lina Pingitore
Consiglieri Comunali:
Gregorio Guzzo, Gianluca Gentile, Giuseppe Mazzei, Gianluigi Panzino, Chiara Mancuso (Insieme per Miglierina).
Antonio Sacco, Pietro Gigliotti, Mario Torchia (Uniti per Miglierina).
Recapiti: tel. 0961 993041 - fax 0961 993238
Sito internet: http://miglierina.asmenet.it/

## Sport
La U.S. Miglierina Femminile calcio a 5 è stata finalista per due anni consecutivi(2005/06 e 2006/07) della finale regionale di coppa Italia di serie D.